# Бермудо I
Берму́до I Дья́кон (Вермудо; исп. Bermudo I el Diacono, галис. Vermudo I o Diácono; ок. 750 — 797) — король Астурии в 789—791 годах, второй сын Фруэлы, герцога Кантабрии.

## Биография

### Правление
Бермудо был младшим братом короля Астурии Аурелио. Хроники сообщают, что он был дьяконом. В 789 году умер король Маурегато, после чего астурийская знать уговорила Бермудо отказаться от духовного сана и избрала его королём. Это был первый случай нарушения готского права, запрещавшего духовным царствовать.
Став королём, Бермудо сразу же вернул ко двору из Алавы сына короля Фруэлы I Жестокого, Альфонсо, бежавшего туда после того, как трон узурпировал Маурегато. Король назначил Альфонсо начальником армии.
В 788 году в Кордовском эмирате умер эмир Абд ар-Рахман I, с которым короли Астурии заключили мирный договор. Со смертью Абд ар-Рахмана I начался новый этап взаимоотношений между арабами и христианами. Новый эмир Хишам I после смерти Маурегато счёл себя свободным от обязательств перед Астурией и организовал в 791 году военный поход в Галисию и Алаву. Вторгшиеся арабы разбили астурийскую армию у реки Бурбия, после чего Бермудо отрёкся от престола в пользу Альфонсо, ставшего королём под именем Альфонсо II. Сам же Бермундо вновь принял духовный сан, оставшись при дворе Альфонсо II советником.
«Хроника Альбельды» называет Бермудо «милосердным и набожным» человеком. Он умер в 797 году и был похоронен в Овьедо.

### Брак и дети
Жена: Озенда. Дети:
- Рамиро I (ок. 790 — 1 февраля 850), король Астурии с 842
- (?) Кристина
- Гарсия (ум. после 842/844)